# Alpendurada e Matos
Alpendurada e Matos (auch Alpendorada e Matos) ist ein Ort und eine ehemalige Gemeinde (Freguesia) im portugiesischen Kreis Marco de Canaveses. Die Gemeinde hatte 5580 Einwohner (Stand 30. Juni 2011).
Am 29. September 2013 wurden die Gemeinden Alpendurada e Matos, Torrão und Várzea do Douro zur neuen Gemeinde Alpendorada, Várzea e Torrão zusammengeschlossen.